# مخلص آباد (مقاطعة فراهان)
مخلص‌آباد (بالفارسية: مخلص‌آباد) هي قرية تقع في مركزي في إيران. يقدر عدد سكانها بـ 235 نسمة بحسب إحصاء 2016.